# Bobby Seale
Pour les articles homonymes, voir Seale.
Robert George "Bobby" Seale, né le 22 octobre 1936 à Dallas, Texas, est un militant politique américain qui, avec Huey P. Newton, a fondé le Black Panther Party en 1966.

## Biographie

### Enfance, formations et débuts
Jeune, il fut membre du Revolutionary Action Movement (RAM), qui, confronté à la répression, entra dans la clandestinité en 1963. Il critiquait cependant la stratégie du groupe, qui préférait que la structure hiérarchique demeure clandestine afin de préserver des possibilités de lutte armée.

### Carrière

#### Activisme politique et création du Black Panther Party
En 1966, il crée le Black Panther Party.
En 1968, il est inculpé avec les Chicago Seven à la suite des émeutes de Chicago, lors de la Convention démocrate de 1968,. Le procès commença le 20 mars 1969. Pendant le procès, Bobby Seale se levait et interpellait le juge en disant « objection ! » chaque fois que son nom était mentionné, son avocat n'étant pas présent pour le défendre. Bobby plaidait qu'on lui refusait son droit constitutionnel à se défendre, ce qui lui valut d'être condamné pour outrage, menotté à sa chaise et bâillonné au tribunal.
En 1973, Bobby Seale se présente pour le Black Panther Party à la mairie d'Oakland (Californie), se concentrant sur les services sociaux et la politisation de la communauté noire. Il obtient 19,26 % des voix et est qualifié pour le second tour, où il échoue cependant.

#### Travail communautaire
En 2002, Bobby Seale a commencé à se consacrer au groupe Reach! qui s'occupe de programmes d'éducations pour les jeunes.